# Dolberg (Adelsgeschlecht)

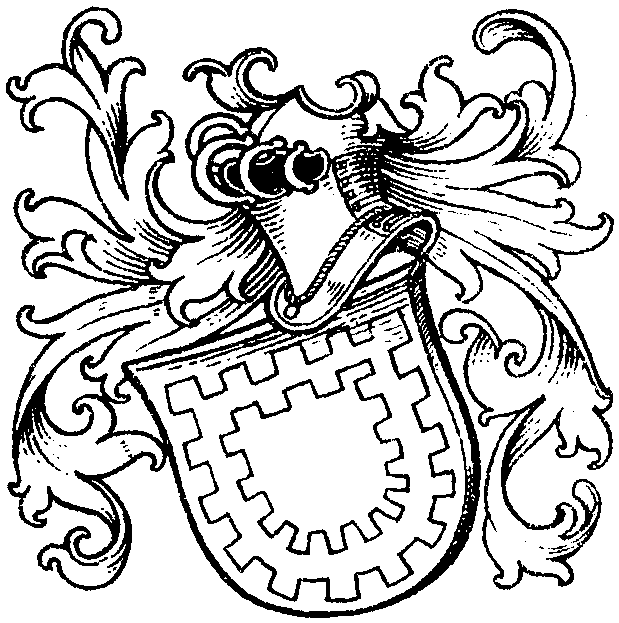
Wappen derer von Dolberg im Wappenbuch des Westfälischen Adels

Dolberg (auch: Dulberg, Duleberg o. ä.) ist der Name eines westfälischen Adelsgeschlechts.
Die hier behandelte Familie ist von dem ebenfalls westfälischen, aber nicht verwandten Adelsgeschlecht Dölberg zu unterscheiden.

## Geschichte
Das Edelherrengeschlecht stammt aus dem heute zu Ahlen gehörenden Ort Dolberg. Die Brüder Werno und Heinrich erscheinen bereits 1151, ein Warnherus de Dulburg 1179. Sie werden als Zeugen in Urkunden der Münsteraner Bischöfe Werner von Steußlingen und Hermann II. von Katzenelnbogen genannt. Die Urkunden betreffen die Klöster Überwasser und Asbeck. Walter de Duleberch war von 1165 bis 1180 Zeuge in Urkunden der Kölner Erzbischöfe. Walther vir nobilis de Dulberg und seine Frau Kunigunde verzichteten 1243 auf den Wald Helle, den Heinrich von Meiderich von ihnen zum Lehen trug und nun dem Kloster Welver verkauft hatte. Walter von Dolberg war 1252 Zeuge in einer Urkunde der Stadt Münster und lebte noch 1259. Dominus Wolter von Dulberg und sein Sohn Jonathas stifteten 1267 eine Memorie in der St. Georgs-Kommende zu Münster. Derselbe Jonathas von Dulberg war 1279 und 1280 unter den Edelherren Zeuge in Urkunden des Grafen Ludwig von Arnsberg. 1299 erlaubte Jonathas seinem Vasallen, Rimigis von Aldengesgen (Alt-Geseke) den Zehnten zu Alt-Geseke und Berginghausen an das Kloster St. Walburg in Soest zu verkaufen. Noch 1381 kommt die Familie vor.
Vermutlich gehörten die Herren von Vollenspit zu den Erben. In einer Linie nannten sie sich Volenspit genannt Dolberg.

## Wappen
Blasonierung: Schild mit doppelt gezinnter Einfassung. Helmzier und Tingierung des Wappens sind nicht bekannt.
Der Gemeinde Dolberg hat das Edelherrenwappen angenommen und rot-golden tingiert, um die Zugehörigkeit zum Hochstift Münster zum Ausdruck zu bringen.

Wappen der Gemeinde Dolberg